# キューンミュージック
キューンミュージック（Ki/oon Music）は、ソニー・ミュージックレーベルズの社内レコードレーベルであり、「キューン」という通称で知られている。かつては「キューンソニー」というレーベル名であり、規格品番頭2文字の「KS」はこれに由来する。社名は、ドイツ語で「大胆な、勇敢な」を意味する形容詞「kühn」に由来するが、創業者の丸山茂雄によると、「キューンと勢いよく行くように」という意味も込められているという。
1992年4月、ソニー・ミュージックエンタテインメント内レーベルのうち、Sony Records内包「FITZBEAT」「Trefort」、Epic/Sony Records内包「LIFE/SIZE」「MAJOR FORCE」以上4つのレーベルを移行、「キューン・ソニーレコード（Ki/oon Sony Records）」を発足。テクノポップやヒップホップ系のミュージシャンが多く所属していたレーベルが組み合わさった関係上、現在でもソニー内では「個性派レーベル」として位置付けられている。
元社長の中山道彦（現・ソニー・ミュージックアーティスツ代表取締役）はCBS・ソニーグループ（現・ソニー・ミュージックエンタテインメントグループ）の学校名不問採用試験制度第1期生。

## 沿革
- 1992年4月 - 「キューン・ソニーレコード」設立。
- 1998年4月 - 「キューンレコード」（Ki/oon Records）に変更。
- 2001年10月 - SME制作部門からソニー・ミュージックジャパンインターナショナル、ソニー・ミュージックレコーズ、エピックレコードジャパン、ソニー・ミュージックアソシエイテッドレコーズと共に分離され法人化。「株式会社キューンレコード」となる。
- 2012年4月 - レーベル創立20周年を記念し商号及びレーベル名を「（株）キューンミュージック」（Ki/oon Music）に変更[4][5]。
- 2014年4月 - （株）ソニー・ミュージックレコーズに吸収合併され、新たに発足した（株）ソニー・ミュージックレーベルズの社内レコードレーベルとなる。

## レーベル
- Ki/oon（キューン） - メインレーベル。
- LOOPA（ルーパ） - 石野卓球主宰のレーベル。
- F.C.L.S.（エフ・シー・エル・エス） - Suchmosが設立したレーベル[6]。

### かつて存在したレーベル
- Trefort（トレフォート） - 1990年設立。1992年4月、Sony Recordsから移行。1995年、Ki/oonに統合。
- FITZBEAT（フィッツビート） - 後藤次利が1983年に設立。1992年4月、Sony Recordsから移行。1995年、Ki/oonに統合。[注釈 1]
- LIFE/SIZE（ライフサイズ）- 1992年4月、Epic/Sony Recordsから移行。後にKi/oonに統合。
- MAJOR FORCE - 1992年4月、Epic/Sony Recordsから移行。スチャダラパー・高木完の移籍に伴い廃止（ソニー傘下のファイルレコード内の同レーベルはそのまま存続した）。
- 151617（フィフティーンシックスティーンセブンティーン） - YOU THE ROCK★がかつて所属したレーベル。『RELAXIN' WITH LOVERSシリーズ』のコンピレーションを発売したが、ソニー・ミュージックアソシエイテッドレコーズのレーベルに移行した。
- HAUNTED RECORDS（ホーンテッドレコーズ） - HYDE（L'Arc〜en〜Ciel）のソロ活動開始時に設立されたレーベル。HYDEとMONORALが所属していたが、共にVAMPROSEに移籍。
- Ki/oon Records Overseas（キューンレコードオーヴァーシーズ） - 日本人アーティストの海外進出を支援することを目的としたレーベル。PUFFY、POLYSICS等が所属。
- SPROUSE（スプラウズ） - TETSU69主催のレーベル。のちにレーベルごとドリームマシーン（現ワーナー・ミュージックジャパン）に移籍に伴い廃止。
- NeOSITE（ネオサイト） - RHYMESTER、PUSHIMらが所属するレーベル。主にレゲエ、ヒップホップ等を扱う[要出典]。1996年[7] に設立。2014年に消滅。

## 所属アーティスト

### ア〜ワ
- 音羽-otoha-（2024年 - ）
- グソクムズ（2023年 - ）
- グループ魂（2005年 - ）
- ゴスペラーズ（1994年 - ）
  - J-100（2003年）
  - 黒沢薫（2005年 - ）
  - エナメル・ブラザーズ（2007年）
  - 安岡優（2015年）
- シド（2008年 - ）
  - マオ from SID（2016年 - 2017年）
- 電気グルーヴ（1992年 - ）（新事務所"macht"と並行。）
  - 石野卓球（1995年 - ）
- 中村弘二（2006年 - ）
  - iLL（2006年 - 2010年）
  - Koji Nakamura（2014年 - ）
- ねぐせ。（2024年 - ）
- 羊文学（2020年 - ） - F.C.L.S.
- 八木海莉（2021年 - ）
  - 八木海莉⚡電音遊戯（2024年 - ）
- リーガルリリー（2019年 - ）

### A〜Z
- ASIAN KUNG-FU GENERATION（2003年 - ）
- Cody・Lee(李)（2022年 - ）
- CVLTE（2022年 - ） - F.C.L.S.
- DJみそしるとMCごはん（2013年 - ）
- FZMZ（2023年 - ）
- KANA-BOON（2013年 - ）
- L'Arc〜en〜Ciel（1994年 - ） - 2024年から新レーベル「L'Arc-en-Ciel」を発足。販売元はソニー・ミュージックレーベルズ。
  - HYDE（2001年 - 2009年）（ → VAMPROSEへ移籍）
  - yukihiro（2001年）（ → track on drugs recordsへ移籍）
  - TETSUYA（2001年 - 2002年・2007年 - 2012年）（ → EMI Records Japanへ移籍）
- Lenny code fiction（2016年 - ）
- POLYSICS（2000年 - ）
  - The Vocoders（2021年）
- Suchmos（2017年 - ） - F.C.L.S.
  - TAIKING（2021年 - ）
  - Hedigan's（2023年 - ）
- THIS IS JAPAN（2019年 - ）
- UNICORN（2009年 - ）
  - 奥田民生（2008年 - 2013年）（ → 自主レーベル・ラーメンカレーミュージックレコードを設立）
  - ABEDON（2014年）
- yutori（2025年 - ）

## かつて所属していたアーティスト

### ア〜ワ
- あふりらんぽ（2005年 - 2010年）（解散）
- アリラン明電（李博士＋明和電機）（1997年）
- アリル（2011年 - 2012年）
- 池田真咲（2004年）
- 石田三紀子（2004年）
- 石塚栄美（2004年）
- 石塚千賀（1997年）
- 井出泰彰（1995年 - 1998年）
- 伊藤銀次（1993年）
- 井上ジョー（2007年 - 2010年）
- 依布サラサ（2007年 - 2013年）
- 宇川直宏（2007年）
- 大石恵（1998年）
- カズン（1995年 - 1998年）（ → テイチク → cousin as always設立 →Sony Music Direct / GT music、GROWING UP inc.&itsumo-music CO.,LTD/cousin as always）
- 勝勝次郎（2015年）
- 加藤康恵（2004年）
- かの香織（1998年 - 1999年）
- 杏子（1992年 - 1994年）（ → WEA Japan → ポリドール → オーガスタレコード）
- ギターウルフ（1997年 - 2018年）（2018年4月を以て"殿堂入り"。ギターウルフレコードを設立）
- グラスバレー
  - 出口雅之（ → REVとしてZAINで一人バンド → 出口雅之に戻しファンハウスへ移籍、Suicide Sports Car結成後ユニバーサルへ移籍）
- 倉本美津留（1998年）
- 五島良子（1992年 - 1995年）
- サイクルズ（1999年 - 2002年）
- 三月のパンタシア（2016年 - 2017年）（ → SACRA MUSICへ移動）
- シナリオアート（2014年 - 2018年）（ソニー・ミュージックアーティスツからも離脱・フリーランス）
- 篠原ともえ（1995年 - 1998年）
  - カロゴンズ（1998年）
- スチャダラパー（1993年 - 1994年）（ → 東芝EMI → WEA Japan → tearbridge records → SPACE SHOWER MUSIC）
- ストラト☆ダンサーズ（2012年）
- 砂原良徳（2001年 - 2011年）
- 住岡梨奈（2012年 - 2016年）（ → 徳間ジャパンコミュニケーションズ）
- 聖飢魔II（小暮伝衛門、デーモン小暮、ルーク篁、エース清水）
  - エース清水（1993年）
  - RX（2003年）
- 相馬裕子（そうまひろこ）（1992年 - 1996年）（ → マーキュリーMEへ移籍 → インディーズ）
- ソウル・フラワー・ユニオン（1993年 - 1999年）
  - ソウルシャリスト・エスケイプ（1997年 - 1998年）
- 高木完（1993年）
- 髙嶋政宏（1992年 - 1994年）
- 高橋徹也（1996年 - 1999年）
- チャットモンチー（2005年　- 2018年）（解散）

- - 橋本絵莉子波多野裕文（2017年）
- チュール（2010年 - 2012年）（解散）
  - InK（2006年 - 2007年）
- ネーネーズ（1992年 - 1996年）
- ねごと（2010年 - 2019年）（解散）
- ノイズファクトリー（1994年）（ → Sony Records → 1997年解散）
- 爆弾ジョニー（2014年、2017年）
- 間寛平（2001年）
- ハリウッドザコシショウ（2017年）
- 日暮愛葉（2003年 - 2005年）
  - LOVES.（2007年）
- ピコ（2010年 - 2015年）（ → GiM Entertainment）
- 日出郎（2018年）
- ビンゴボンゴ（1994年 - 1996年）（解散）
  - ユースケ・サンタマリア（1997年 - 1999年）
- ブラスプラス（1996年）
- プリングミン（2008年 - 2010年）（2012年解散）
- BLUE ENCOUNT（2014年 - 2022年）（2023年からSME Recordsに移動。）
- ザ・ベイビースターズ（2002年 - 2006年）（ → アスタエンタテインメント）
- 真心ブラザーズ（1992年 - 2014年）（ → 自主レーベル・Do Thing Recordingsを設立）
  - セキララ〜つぶやきと桜井（1997年）
  - 桜井秀俊（1999年）
  - YO-KING（1999年 - 2010年）
  - O.P.KING（2003年）
  - 地球三兄弟[桜井秀俊・YO-KING・奥田民生]（2012年 - 2013年）
- 南佳孝（1998年 - 1999年）
- 宮尾すすむと日本の社長（1990年 - 1991年）（EPIC・ソニー時代の旧LIFE/SIZEレーベル。キューンレコード併合後にはリリースなし）
- ミラクルシャドウ（1997年）
- ムーンライダーズ（1998年）
- 陸奥守JAPAN（2014年）
- メレンゲ（2013年 - 2016年）（ → BoGen Records）
- モダンチョキチョキズ（1992年 - 1997年）（活動休止。2020年活動再開）
- 山上ジュン（1998年 - 2000年）
- ゆるふわギャング（2018年）
- ロスト・キャンディ（1997年 - 1999年）
- ロッテンハッツ（1992年 - 1994年）（解散）
- ロボ宙（2002年）

### A〜Z
- acid android（yukihiro）（2003年 - 2006年）
- ACO（1998年 - 2006年）（ → AWDR/LR2 / SPACE SHOWER MUSIC）
- agraph（2008年 - 2010年）
- ALEX inc.（1999年）
- aM（2003年）
- ART-SCHOOL（2012年 - 2014年）（ → Warszawa-Label）
- AURA
- B'Rouge（1995年 - 1998年）（ → メンバーの黒沢律子がRIZCOとしてソロデビュー、シングル2枚出したのちワーナーミュージックへ移籍）
- CHABA（2004年 - 2006年）（2008年解散）
- CHARA（2012年 - 2017年）（エピックレコードジャパン → ユニバーサルシグマ/A&M → BounDEE by SSNW → Ki/oon Records → ユニバーサルミュージック復帰）
- CHIEKO BEAUTY（1992年 - 1993年）
- Continental Breakfast（1995年 - 1996年）
- DEV LARGE（2005年 - 2006年）（2015年死亡）
- DISCO TWINS（2003年 - 2006年）
- DJ ATSU（2013年）
- Mr.BEATS a.k.a.DJ CELORY（2012年 - 2013年）
- DJ KRUSH（2000年）
- DJ TASAKA（2002年 - 2009年）
- DOES（2006年 - 2016年）（活動休止 → 2020年SMEJ）
- DOMINO（2009年 - 2011年）
- Dr.DOWNER（2013年）
- Dutch Training（1999年 - 2002年）（活動休止）
- ent（2010年）
- FLIP-FLAP（1998年 - 2000年）
- FLOW（2003年 - 2020年）（ → SACRA MUSICへ移動）
- FlowBack（2016年 - 2020年）
- FOLKS（2014年 - 2015年）（ → 自主レーベル・FOLKS RECORDを設立）
- HARUKI（2013年）
- Hemenway（2011年 - 2014年）（解散）
- HOME MADE 家族（2004年 - 2016年）（活動休止）
- ILLMATIC BUDDHA MC'S（2006年）
- imajuku（1999年）
- IVE（2022年 - 2023年）（ → Ariola Japanへ移動）
- JAPAN-狂撃-SPECIAL（2008年 - 2009年）（解散）
- JUICE（2003年 - 2005年）（活動停止）
- KARAFUTO（1998年）
- KenTyla（2002年 - 2003年）
- KEN-U（2007年）
- L×L（2007年）
- Lab LIFe（1998年 - 2000年）（解散）
- LADIES ROOM（1995年 - 1996年）（ → TURTLE ATTACK RECORDS）
- laica breeze（2004年 - 2005年）（Ki/oon Record II）
- LAMA（2011年 - 2012年）
- LILI LIMIT（2016年 - 2018年）（解散）
- Marie M.（2002年）
- May J.（2006年 - 2007年）（ → rhythm zoneへ移籍）
- MIKIKO（2002年 - 2003年）
- MO-J TRAX（1998年 - 1999年）
- MONORAL（2005年）（ → ヴァンプローズへ移籍）
- MOOMIN（1997年 - 2003年）（ → ユニバーサルミュージック → Knife Edge）
- NICO Touches the Walls（2007年 - 2019年）（活動終了）
- NO PLAN（2003年 - 2006年）（活動停止）
- P.J.（1990年 - 1993年）
- PAGE（2012年 - 2014年）
- PHONO TONES（2013年 - 2015年）
- Prague（2009年 - 2013年）（活動休止）
- PUFFY（2005年 - 2013年）（Epic → Ki/oon → ワーナーミュージック・ジャパン）
  - PUFFY×東京スカパラダイスオーケストラ（2006年）
- PUSHIM（2002年 - 2014年）
- PELICAN FANCLUB（2018年 - 2025年）（活動休止）
- Qlair（1991年 - 1994年）（活動休止）
- REBECCA
  - NOKKO（1992年 - 1997年）（ → BMG JAPAN → フォーライフME → GO&NOKKO ltd.（インディーズ） → ユニバーサルシグマへ移籍）
- RHYMESTER（2001年 - 2014年）（ → ビクターエンタテインメントへ移籍）
  - マボロシ（2004年 - 2009年）
  - breakthrough（2005年）
- Rosetta Garden（2003年 - 2004年）（活動停止）
- rough laugh（1997年）（ → ポニーキャニオン → 2001年活動休止）
- RYUKYUDISKO（2007年 - 2009年）
- Seemass（2004年）
- THE SPACE COWBOYS（1996年 - 1999年）
- SPARKS GO GO（2010年 - 2012年）（ → rudle&records）
- Spin Aqua（2002年 - 2004年）（解散）
- sugiura philharmony orchestra（1998年）
- Sunya（2009年 - 2013年）
- SUEMITSU & THE SUEMITH（2006年 - 2008年）（ → 末光篤（本名）に改名しMEDIA FACTORYへ移籍）
- SUPERCAR（2000年 - 2005年）（解散）
  - フルカワミキ（2009年 - 2010年）
  - いしわたり淳治&砂原良徳+やくしまるえつこ（2010年）
- TARO SOUL（2008年 - 2010年）
- TENGUBOY（井上ジョー）（2012年 - 2014年）
- the chef cooks me（2019年 - 2024年）
- TOTALFAT（2010年 - 2014年）（ → RX-RECORDS）
- X（1992年）（ → east west japan / アトランティックへ移籍）
- YAPAN（2011年）
- YOU THE ROCK★（2002年）
- YOYOYO（1994年 - 1996年）
- YU-RA（1998年 - 1999年）
- 1650 B'way（シックスティーンフィフティビーウェイ）（2000年）

etc...